# Nathos
Nathos est un personnage masculin mythique la littérature celtique, tiré de Poems of Ossian (1760-1763) de James Macpherson. Il est un des trois fils de Usnoth d'Etha (Argyllshire) (Argyll), district situé sur la côte ouest de l’Écosse.  Envoyé en Irlande par son père pour parfaire ses armes, il se trouve engagé dans la lutte contre l'usurpateur Cairbar qu'il combat.  Il fait la rencontre de Darthula dont il tombe amoureux.  Ayant perdu son armée, il tente de fuir en compagnie de ses frères et de Darthula. Mais, il ne réussira pas à atteindre l'Écosse et devra faire face à Cairbar. Nathos perd la vie dans cette confrontation.

## Le poème de Macpherson
Le personnage de Nathos dans Poems of Ossian (1760-1763) de James Macpherson est bien décrit.  Il est le fils d'Usnoth, lord d'Etha, et de Slisama, la fille de Semo et la sœur de Cuchullin. Alors que ses fils sont encore très jeunes, Usnoth les envoie auprès de leur oncle Cuchullin pour qu'ils apprennent le métier du combat. Mais dès leur arrivée en Ulster, les trois fils Nathos, Althos et Ardand apprennent la terrible nouvelle de la mort de Cuchullin. Même s'il est encore jeune, Nathos prend le commandement de l'armée de Cuchullin et mène plusieurs batailles en défendant le jeune roi Cormac.
Nathos, passant par Selama, fait la rencontre de Darthula qui est maintenue captive par le rebelle Cairbar qui est épris d'elle. Nathos et Darthula tombent amoureux et Nathos libère Darthula qui s'enfuit avec lui pour échapper à l'amour de Cairbar.
Mais le rebelle Cairbar, augmentant sa force, trouve le moyen d'assassiner le jeune roi Cormac et à la suite de la disparition du roi, l'armée déserte Nathos pour se joindre à l'usurpateur. 
Face à cette situation, Nathos et ses frères n'ont d'autre choix que de fuir et quitter l'Irlande. 
Alors qu'ils tentent de fuir en bateau vers l'Écosse, la tempête fait rage et au lieu d'atteindre leur destination, les vents défavorables les ramènent sur les côtes d'Irlande, tout près du campement de Cairbar. Les trois frères et Darthula se battent courageusement mais ils sont vite maîtrisés. Nathos doit faire face à Cairbar mais celui-ci refuse de se battre contre lui qu'il considère comme un simple guerrier. Il ordonne à ses archers de tirer et les trois frères tombent sous les flèches ennemies.  Quant à Darthula, elle aussi est blessée mortellement. Elle tombe sur le corps de Nathos et deux amants sont réunis dans la mort alors que leurs sangs se mêlent.